# Phenylethyl résorcinol
 (mars 2025).
Le phenylethyl résorcinol est un composé synthétique faisant partie de la famille des phénols et un dérivé du résorcinol, plus connu sous le nom commercial de Symwhite. Cependant, il est extrait, pour la première fois, d’une écorce du pin sylvestre par une entreprise allemande de production d’arômes et de parfums appelée Symrise. Par ses propriétés anti-oxydantes et inhibitrice de la production de mélanine, il est principalement utilisé dans les cosmétiques (crèmes, lotions, etc) en tant qu’agent blanchisseur.

## Synthèse

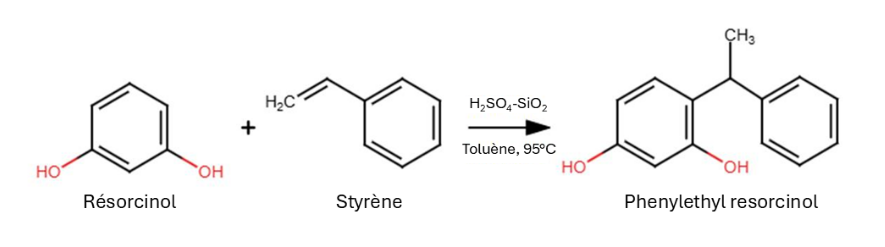
Equation chimique de la synthèse du phenylethyl résorcinol

Des méthodes de synthèse du phenylethyl résorcinol sont actuellement encore développées afin d'optimiser le rendement tout en minimisant les sous-produits, le tout en vue d'une production industrielle. Le principal aspect à améliorer est la nature du catalyseur 
Le phenylethyl résorcinol peut être synthétisé à partir de résorcine et de styrène grâce à du H2SO4-SiO2, en tant que catalyseur solide, avec un rendement de 89%.
La résorcine est introduite avec un catalyseur dans du toluène et le mélange est chauffé avant un ajout de styrène. A la fin de la réaction, le catalyseur est récupéré par filtration à chaud permettant la récupération du phenylethyl résorcinol après refroidissement et précipitation. Enfin, deux étapes de lavage et séchage sont effectuées.

## Mécanismes d'action

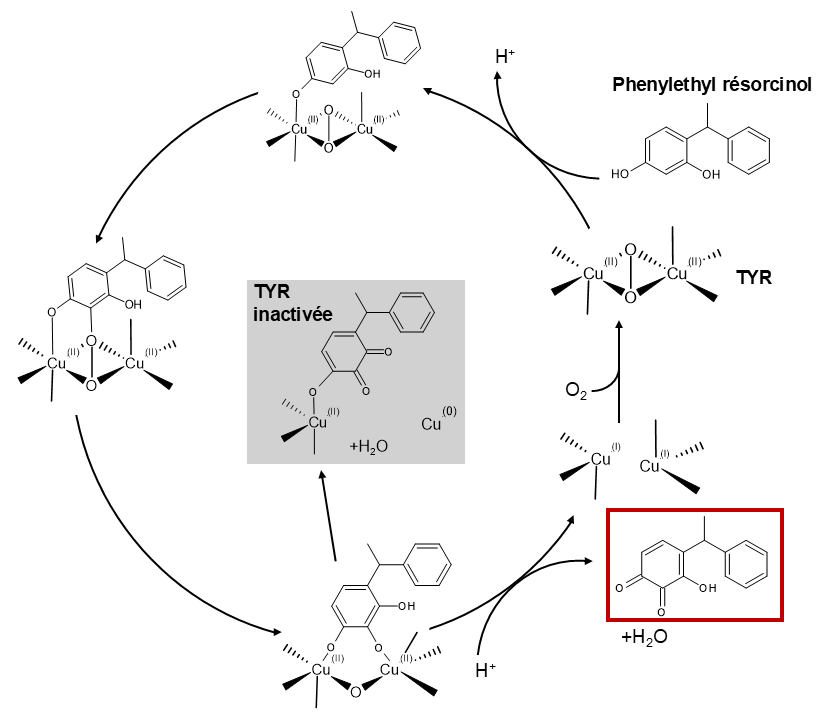
Inactivation de la tyrosinase par le phenylethyl résorcinol

Les dérivés du résorcinol, dont le phenylethyl résorcinol, inhibent la tyrosinase par interaction entre les groupes -OH et les centres métalliques de cuivre de l'enzyme, résultant en son oxydation au niveau de la position méta des deux hydroxyles. En effet, le phénol du phenylethyl résorcinol est oxydé à la position 2, et la tyrosinase est inactivée par la séparation des deux ions métalliques de l’enzyme. Par conséquent, les réactions catalysées par l’enzyme et permettant de former de la dopaquinone, le précurseur de la mélanine, sont stoppées. Ainsi, la production d’eumélanine et de phéomélanine, des protéines impliquées dans la coloration de la peau, est diminuée, ayant comme conséquence un éclaircissement de la peau.

## Propriétés
Le phenylethyl résorcinol possède des propriétés anti-mélanogénèse. Il favorise la phosphorylation des protéines p44/42 MAPK (protéines impliquées dans la prolifération des cellules), qui dégradent ainsi la protéine MITF, un facteur transcriptionnel augmentant l'expression de la tyrosinase. Cette dégradation inhibe la mélanogénèse, le processus produisant la mélanine.
Il a des propriétés antioxydantes. Plus spécifiquement, dans le cas où la peau est exposée à des rayons UV, des radicaux libres peuvent atteindre la cellule et endommager la peau. Le composé va ainsi piéger ces radicaux libres grâce aux groupes phénols présents sur la molécule.
Il va aider la peau à ralentir le vieillissement (rides par exemple).
Le phenylethyl résorcinol n’éclaircit pas seulement la peau mais diminue aussi la couleur foncée des poils du visage et des aisselles et est 100 fois plus efficace que la ꞵ-arbutine, un agent éclaircissant.
Les propriétés irritantes du phenylethyl résorcinol peuvent être atténuées par l’encapsulation de la substance dans des vésicules tels que des liposomes, qui empêchent ainsi le contact direct avec la peau avant pénétration. De plus, l’encapsulation permettrait aussi d’augmenter la solubilité du phenylethyl résorcinol, qui est peu soluble dans l’eau, ainsi que d’améliorer sa photo-stabilité, puisqu’il est peu stable sous exposition à la lumière. Selon une étude, l’utilisation de transfersomes (en) et d’invasomes (en) étant des vésicules transporteurs, améliorerait la délivrance du phenylethyl résorcinol et donc son activité anti-tyrosinase associée à l’éclaircissement de la peau.
Une étude a observé les activités anti dermatophytes de trois dérivés du résorcinol dont le phenylethyl résorcinol. Il a été évalué par rapport au fluconazole antifongique, médicament utilisé contre des dermatomycoses et a montré une capacité à inhiber la croissance des dermatophytes testés à une certaine concentration;  la forme du mycélium observée pouvait refléter une stratégie de défense du champignon Microsporum gypseum.

## Applications
Son activité d'anti-mélanogénèse fait du phenylethyl resorcinol un potentiel agent thérapeutique contre les maladies d'hyperpigmentation de la peau.
En cosmétique, il est utilisé contre les taches pigmentaires et l’hyperpigmentation dans des sérums avec l'objectif d'éclaircir les taches sombres, ainsi que dans des crèmes unificatrices de peau. On le retrouve également dans les masques et les traitements de nuit conçus pour cibler l'éclaircissement de la peau.
De plus, ses propriétés antioxydantes sont utilisées dans des crèmes anti-rides.
Il peut aussi être utilisé dans le but de produire des crèmes de protection solaire avec la finalité de prévenir les taches dues aux rayons UV.
Il est également associé à différents composés tels que la vitamine C, le niacinamide, l’acide kojique, l’acide glycolique ou encore les rétinoïdes pour renforcer son action.

## Commercialisation
La taille du marché de phenylethyl résorcinol  a été estimée à 150 millions de dollars en 2022.
Le phenylethyl résorcinol est utilisé comme agent blanchisseur dans 50% des produits commercialisés.
Les entreprises leader du marché du phenylethyl résorcinol sont Symrise et Chengdu Shengnuo.

## Risques
Bien que rares, certaines personnes peuvent présenter des allergies ou une sensibilité cutanée au phenylethyl résorcinol. D’autres symptômes peuvent survenir tels que des rougeurs, démangeaisons, gonflement ou éruption cutanée.
Ce composé présente des propriétés irritantes à de faibles concentrations, dès 1%.
En 2013, un cas de dermatite de contact a été recensé à la suite de l'utilisation de ce composé. Une reconsidération de la concentration a été prise en compte. Officiellement, la concentration des crèmes en phenylethyl résorcinol doit être comprise entre 1 et 3% et la patiente utilisait des crèmes avec des concentrations de ce composé à 1% et 2%. Plus tard, en 2021, trois autres cas de dermatite de contact ont surgi et après la réalisation de tests patch, une origine allergique comme pour le premier cas en 2013 a été confirmée.
Également, un impact environnemental existe en raison de sa toxicité possible à l’encontre de l’environnement.